# Hällefors socken
Hällefors socken i Västmanland ingick i Grythytte och Hällefors bergslag, uppgick 1950 i Hällefors köping och området ingår sedan 1971 i Hällefors kommun i Örebro län och motsvarar från 2016 Hällefors distrikt.
Socknens areal är 456,07 kvadratkilometer, varav 406,33 land. År 2000 fanns här 5 890 invånare. Tätorten och kyrkbyn Hällefors med sockenkyrkan Hällefors kyrka ligger i socknen. 

## Administrativ historik
Hällefors socken bildades 1644 genom en utbrytning ur Grythyttans socken.
Vid kommunreformen 1862 övergick socknens ansvar för de kyrkliga frågorna till Hällefors församling och för de borgerliga frågorna till Hällefors landskommun. Landskommunen inkorporerades 1950 i den då nybildade Hällefors köping som 1971 ombildades till Hällefors kommun. Församlingen uppgick 2006 i Hällefors-Hjulsjö församling.
1 januari 2016 inrättades distriktet Hällefors, med samma omfattning som församlingen hade 1999/2000.
Socknen har tillhört fögderier, tingslag och domsagor enligt vad som beskrivs i artikeln Grythytte och Hällefors bergslag.

## Geografi
Hällefors socken ligger vid Svartälvens vattensystem. Socknen är en sjörik skogsbygd med höjder som i Svinhöjden i norr når 434 meter över havet.

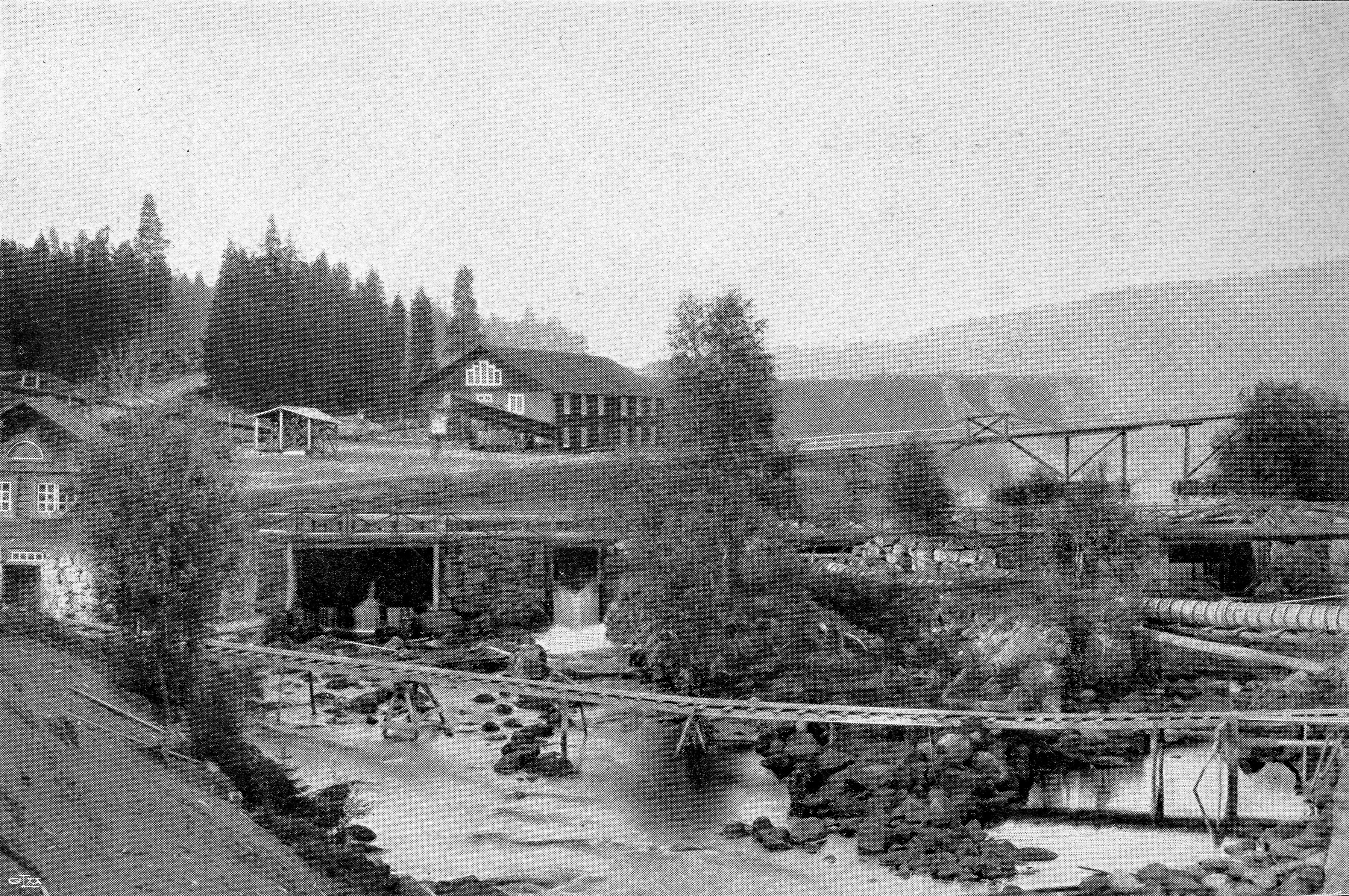
Sävenfors bruk i Hällefors socken

## Fornlämningar
Från stenåldern är minst 12 boplatser funna.

## Namnet
Namnet (1643 Hellefårs) kommer ursprungligen från en silvergruva. Namnet innehåller häll och fors och tolkas som 'forsen med stenhällarna', syftande på en fors i Svartälven.

## Befolkningsutveckling
| Befolkningsutvecklingen i Hällefors socken 1760–1990                                                    | Befolkningsutvecklingen i Hällefors socken 1760–1990 | Befolkningsutvecklingen i Hällefors socken 1760–1990 | Befolkningsutvecklingen i Hällefors socken 1760–1990 | Befolkningsutvecklingen i Hällefors socken 1760–1990 |
| --- | ---------------------------------------------------- | ---------------------------------------------------- | ---------------------------------------------------- | ---------------------------------------------------- |
| |                                                      |                                                      |                                                      |                                                      |
| År |                                                      |                                                      | Folkmängd                                            |                                                      |
| 1760 | 1760                                                 |                                                      | 1 594                                                |                                                      |
| 1769 | 1769                                                 |                                                      | 1 784                                                |                                                      |
| 1780 | 1780                                                 |                                                      | 1 677                                                |                                                      |
| 1790 | 1790                                                 |                                                      | 1 866                                                |                                                      |
| 1800 | 1800                                                 |                                                      | 1 911                                                |                                                      |
| 1810 | 1810                                                 |                                                      | 1 800                                                |                                                      |
| 1820 | 1820                                                 |                                                      | 2 037                                                |                                                      |
| 1830 | 1830                                                 |                                                      | 2 327                                                |                                                      |
| 1840 | 1840                                                 |                                                      | 2 524                                                |                                                      |
| 1850 | 1850                                                 |                                                      | 2 818                                                |                                                      |
| 1860 | 1860                                                 |                                                      | 3 383                                                |                                                      |
| 1870 | 1870                                                 |                                                      | 3 680                                                |                                                      |
| 1880 | 1880                                                 |                                                      | 4 085                                                |                                                      |
| 1890 | 1890                                                 |                                                      | 4 490                                                |                                                      |
| 1900 | 1900                                                 |                                                      | 4 830                                                |                                                      |
| 1910 | 1910                                                 |                                                      | 4 467                                                |                                                      |
| 1920 | 1920                                                 |                                                      | 4 750                                                |                                                      |
| 1930 | 1930                                                 |                                                      | 5 549                                                |                                                      |
| 1940 | 1940                                                 |                                                      | 5 873                                                |                                                      |
| 1950 | 1950                                                 |                                                      | 6 001                                                |                                                      |
| 1960 | 1960                                                 |                                                      | 7 919                                                |                                                      |
| 1970 | 1970                                                 |                                                      | 8 812                                                |                                                      |
| 1980 | 1980                                                 |                                                      | 8 119                                                |                                                      |
| 1990 | 1990                                                 |                                                      | 6 986                                                |                                                      |
| Anm: Källor: Umeå universitet - Tabellverket 1749-1859, Demografiska databasen, CEDAR, Umeå universitet |                                                      |                                                      |                                                      |                                                      |